# الحبيب بوعجيلة
الحبيب بوعجيلة، ولد في 4 يوليو 1963 في صفاقس، هو ناشط يساري وأستاذ فلسفة وكاتب صحفي تونسي.

## السيرة الذاتية
الحبيب بوعجيلة متخرج من كلية الآداب والعلوم الإنسانية بتونس. كان ناشطا في الحركة التلمذية والطلابية، ومن مؤسسي جبهة العمل النقابي الديمقراطي المنخرطة في الاتحاد العام لطلبة تونس. 

نشر بانتظام منذ الثمانينات في الدوريات والمجلات المختصة وفي الصحف والمواقع الالكترونية التونسية وكانت له أركان قارة في صحف الرأي والموقف والشعب ومواطنون، كما نشر عدة مقالات في مجلة الفكر الإسلامي المستقبلي 15-21. ترأس تحرير مجلة كلمات الفكرية التي توقفت عن الصدور في 2012. أنتج للتليفزيون برامج ثقافية: تونسيات وورقات تونسية وعصور وأعلام.

كان الحبيب بوعجيلة ناشطا سياسيا معارضا ذو توجه يساري، وكانت له عدة تجارب حزبية متنوعة أهمها عضوية المكتب السياسي للحزب الديمقراطي التقدمي بين مارس 2000 و2008. ثم انتمى لحزب الإصلاح والتنمية بين 2009 و2011. بعد الثورة التونسية، شارك في انتخابات المجلس الوطني التأسيسي التونسي 2011 بقائمة مستقلة تحمل اسم «الإصلاح الثوري»، ولكنه لم يفز بأي مقعد. تلى هذا تجربة في حزب المؤتمر من أجل الجمهورية في 2012 والذي ترأس مجلسه الوطني. كما شغل عضوية المكتب التنفيذي والهيئة السياسية لحراك تونس الإرادة بين 2015 و2016. 

بعد الانتخابات التشريعية التونسية 2019، قاد كل من الحبيب بوعجيلة وجوهر بن مبارك مبادرة تفاوض وساطة لتقريب وجهات النظر بين حركة النهضة وحزب التيار الديمقراطي وحركة الشعب وائتلاف الكرامة وتحيا تونس لتكوين حكومة برئاسة الحبيب الجملي ولكنها فشلت في آخر لحظاتها، ثم نجحت نسبيا في تكوين حكومة إلياس الفخفاخ.

بعد قرارات 25 يوليو 2021 للرئيس قيس سعيد، برز الحبيب بوعجيلة عبر المساهمة في تأسيس حملة مواطنون ضد الانقلاب المناهضة لهاته الإجراءات.